# NGC 7271
NGC 7271 is een lensvormig sterrenstelsel in het sterrenbeeld Pegasus. Het hemelobject werd op 9 september 1863 ontdekt door de Duitse astronoom Albert Marth.

## Synoniemen
- MCG 5-52-16
- ZWG 494.22
- NPM1G +32.0564
- PGC 68753